# بخش بندزرک
بخش بندزرک، یکی از بخش‌های شهرستان میناب در استان هرمزگان ایران است. مرکز این بخش، شهر بندزرک است.

## تقسیمات کشوری
- بخش بندزرک
  - دهستان بندزرک
  - دهستان کرگان

شهر: کرگان، بندزرک و زهوکی

## جمعیت
بر پایه سرشماری عمومی نفوس و مسکن در سال ۱۳۹۵، جمعیت بخش بندزرک برابر با ۳۰٬۸۴۵ نفر بوده‌است.

## رتبه در استان
بخش بندزرک بخش استان هرمزگان است. لیست ۹ بخش بزرگ استان هرمزگان در زیر آمده‌است:
- منبع:فهرست بخش‌های استان هرمزگان

| ردیف | نام بخش | نام شهرستان | جمعیت بخش ۱۳۹۵ |
| ---- | ------- | ----------- | -------------- |
| ۱    | کیش     | لنگه        | ۴۱٬۲۵۸ نفر     |
| ۲    | توکهور  | میناب       | ۳۱٬۴۴۳ نفر     |
| ۳    | بندزرک  | میناب       | ۳۰٬۸۴۵ نفر     |
| ۴    | سندرک   | میناب       | ۲۶٬۶۰۲ نفر     |
| ۵    | حرا     | قشم         | ۲۴٬۴۹۲ نفر     |
| ۶    | جناح    | بستک        | ۲۳٬۵۷۴ نفر     |
| ۷    | رودخانه | رودان       | ۲۱٬۶۰۶ نفر     |
| ۸    | مهران   | بندرلنگه    | ۲۰٬۳۲۱ نفر     |
| ۹    | تیاب    | میناب       | ۲۰٬۲۷۱ نفر     |